# Željko Milinovič
Željko Milinovič (Lubiana, 12 ottobre 1969) è un ex calciatore sloveno, di ruolo difensore.

## Palmarès

### Club
- Campionato sloveno: 5

Olimpia Lubiana: 1991-1992, 1992-1993, 1993-1994
Maribor: 1996-1997, 1997-1998
- Coppa di Slovenia: 1

Maribor: 1996-1997